# 마크 이뱅크스
마크 새뮤얼 이뱅크스(영어: Mark Samuel Ebanks, 1990년 12월 26일 ~ )는 케이맨 제도의 축구 선수로 현재 퓨처 SC에서 공격수로 활동 중이며 이언 린도와 함께 케이맨 제도 대표팀 역사상 국제 A매치 최다 출전 기록 보유자이다.

## 국가대표팀 경력

### 케이맨 제도 대표팀
생마르탱과의 2010년 카리브컵 예선 1라운드 1조 1차전에서 국제 A매치 데뷔전이자 국제 대회 데뷔전을 치른 후 앵귈라와의 2차전에서 A매치 데뷔골을 멀티골로 장식하며 팀의 4-1 완승을 이끌었다.
그 후 3번의 월드컵 북중미카리브 지역 예선(2014년 월드컵 2차 예선, 2018년 월드컵 1차 예선, 2022년 월드컵 1차 예선)에서 4골을 기록했고 몬트세랫과의 2019-20년 CONCACAF 네이션스리그 예선 4차전에서도 득점을 기록하는 등 현재까지 A매치 통산 23경기 7골을 기록하고 있다.